# Centrale nucleare di Embalse
La centrale nucleare di Embalse (in spagnolo Central Nuclear Embalse) è una centrale nucleare situata in Argentina, sulla riva meridionale di un lago artificiale sul Río Tercero, vicino alla città di Embalse, nella Provincia di Córdoba.
L'impianto venne cominciato nel 1974 ed è attivo dal 1984. È stato costruito da un consorzio italo-canadese formato dalla AECL e dall'Italimpianti.